# Azar Mortazavi

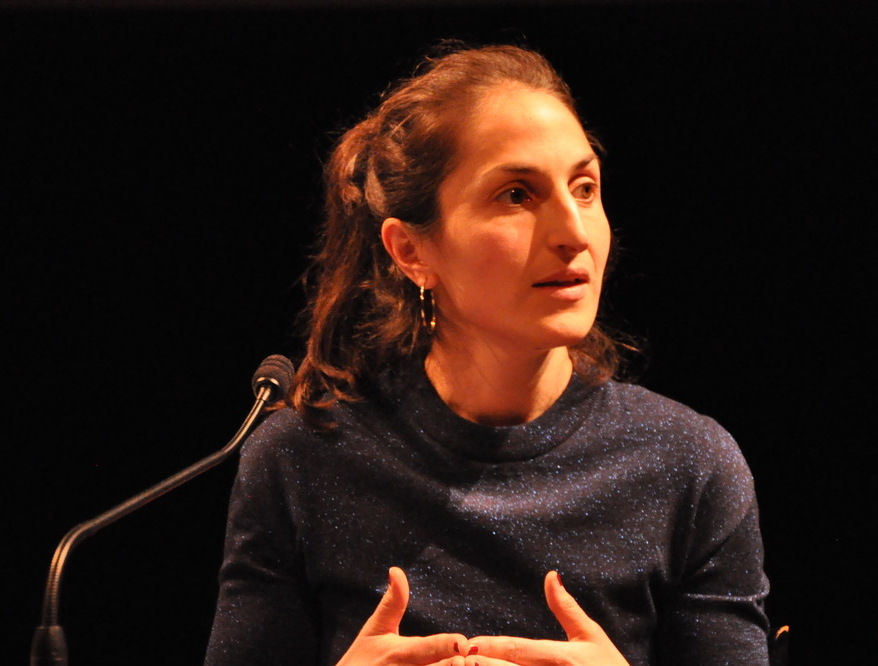
Azar Mortazavi (2017)

Azar Mortazavi (geboren 1984 in Wittlich) ist eine deutsche Dramatikerin.

## Leben
Azar Mortazavi ist die Tochter einer Deutschen und eines Iraners. Sie studierte 2006 bis 2012 Kreatives Schreiben und Kulturjournalismus in Hildesheim und hat schon während des Studiums eine Reihe von Theatertexten geschrieben.
2007 wurde sie in das internationale Förderprogramm für junge Dramatiker „Interplay Europe“ aufgenommen und nahm 2008 an dem Theatertreffen „Festival of young European Playwrights“ in Utrecht teil. 2009 entwickelte sie eine Bühnenfassung zum Traum eines Narren von Fjodor M. Dostojewski, die im Theater Eigenreich in Berlin aufgeführt wurde. Für ihr Stück Todesnachricht wurde sie 2010 mit dem Else-Lasker-Schüler-Dramatikerpreis ausgezeichnet, es wurde 2011 am Pfalztheater Kaiserslautern uraufgeführt. Ihr zweites Stück Ich wünsch mir eins wurde 2010 in der Erstfassung von ihr beim Heidelberger Stückemarkt gelesen. Für das 1. Karlsruher Dramatikerfestival 2011 schrieb sie ein Kurzdrama, welches mit den zwanzig anderen Texten beim Badischen Staatstheater Karlsruhe aufgeführt wurde. 2011 arbeitete sie dramaturgisch für das „Bon Voyage! Festival“ in Berlin.
Ihr am 7. Dezember 2012 vom Theater Osnabrück uraufgeführtes Stück Ich wünsch mir eins wurde 2013 zum Dramatikerwettbewerb Stücke. Mülheimer Theatertage eingeladen.
Azar Mortazavi lebt in Berlin.